# Mugalkhod, Raybag
Mugalkhod là một làng thuộc tehsil Raybag, huyện Belgaum, bang Karnataka, Ấn Độ.